# Guito Show
Diogo de Brito Souza (Lavras, 20 de novembro de 1984), mais conhecido como Guito Show ou simplesmente Guito, é um violeiro, cantor, compositor, ator e instrumentista brasileiro. Se tornou conhecido nacionalmente ao aceitar o convite para representar na novela Pantanal o personagem Tibério. Seu estilo caracteriza-se pelo experimentalismo. Agrega uma sonoridade tipicamente caipira da viola de 10 cordas, também com influências das culturas fronteiriças do seu estado, ao mesmo tempo refletindo traços populares e eruditos.

## Carreira
Cantor e violeiro desde 2004, Guito ganhou o apelido do primo, o jogador Alemão, por ser parecido com Maradona, sendo chamado na família inicialmente como "Dioguito Maradona". Ficou conhecido nacionalmente pelo papel de Tibério na telenovela Pantanal (2022).

## Discografia

### Singles
| Data | Título                              | Álbum                     |
| ---- | ----------------------------------- | ------------------------- |
| 2018 | "The Most Perfect Rain"             | Adicionado à nenhum álbum |
| 2019 | "Dead Ends Road"                    | Adicionado à nenhum álbum |
| 2020 | "What's Wrong with That"            | Adicionado à nenhum álbum |
| 2020 | "Empatia"                           | Adicionado à nenhum álbum |
| 2020 | "Escute as Montanhas"               | Adicionado à nenhum álbum |
| 2021 | "Hearing the Mountains"             | Adicionado à nenhum álbum |
| 2021 | "Caminhoneiro"                      | Adicionado à nenhum álbum |
| 2022 | "Morada do Sossego"                 | Adicionado à nenhum álbum |
| 2022 | "Iludido Pelo Acaso" (com Nô Stopa) | Adicionado à nenhum álbum |
| 2022 | "Nossa Estrada"                     | Adicionado à nenhum álbum |
| 2023 | "Mochileira"                        | Adicionado à nenhum álbum |
| 2023 | "Rota Cerrado"                      | Adicionado à nenhum álbum |

## Filmografia
| Ano  | Titulo            | Personagem         | Notas |
| ---- | ----------------- | ------------------ | ----- |
| 2022 | Pantanal          | Tibério Cavalcanti |       |
| 2023 | DNA do Crime      | Santos             |       |
| 2023 | Dança dos Famosos | Participante       |       |